# Nicole Paradis Grindle
Nicole Paradis Grindle é uma produtora cinematográfica americana. Conhecida pelas produções da Pixar e pela produção de Sanjay's Super Team, recebeu, para o Óscar 2019, uma nomeação para Melhor Filme de Animação por Incredibles 2.